# Боз, Мурат
Мурат Боз (тур. Murat Boz) — турецкий поп-певец родом с Черноморского побережья Турции.

## Биография
Мурат окончил начальную и среднюю школу в маленьком городке Эрегли провинции Зонгулдак (ил). Позднее в 1995 году он переехал в Стамбул, чтобы окончить высшую школу искусств. Мурат подрабатывал бэк-вокалистом в мюзик-холле.
Первый раз Мурат публично выступил в 1998 году, когда турецким музыкальным журналом «Milliyet» был устроен концерт, на котором выступали выпускники высшей школы искусств.
В 1999 году Мурат окончил высшую школу искусств по специальности джазовый вокалист. Он продолжил своё обучение в стамбульской консерватории в 2003 году.
Мурат был бек вокалистом Таркана и на первый альбом«Aşkı Bulamam Ben» Таркан написал песню « Püf »    Мурат выпустил свой первый сингл «Aşkı Bulamam Ben» летом 2006 года. Сингл был успешен и Мурат решил выпустить второй сингл «Maximum», за которым последовал альбом с таким же названием. После выпуска первого сингла последовал контракт с турецким лейблом «Stardium».
Но в 2008 году Мурат выпустил новый сингл «Uçurum» под новым лейблом «DSM». После выпуска первого сингла последовал выпуск альбома
«Şans». Из этого альбома было выпущено ещё 2 сингла:

## Дискография

### Студийные альбомы
- Maximum (2007)
- Şans (2009)
- Aşklarım Büyük Benden (2011)
- Janti (2016)
- 3 (2024)

### Сборники
- Dance Mix (2012)

### Синглы
- «Aşkı Bulamam Ben» — 2006
- «Maximum» — 2006
- «Püf» — 2007
- «Uçurum» — 2008
- «Ben Aslında» — 2008
- «Para Yok» — 2009
- «Özledim» — 2009

## Хит-парады
| Aşkı Bulamam Ben | Aşkı Bulamam Ben | 13 | -  |
| Maximum          | Maximum          | 1  | 99 |
| Maximum          | Püf              | 7  | -  |
| Uçurum           | Uçurum           | 5  | -  |
| Uçurum           | Ben Aslında      | 16 | -  |
| Şans             | Para Yok         | 5  | -  |
| Şans             | Özledim          | 3  | -  |

## Награды
- 2007

«Kral TV Müzik Ödülleri»:
Лучший Дебют
«Altın Kelebek Ödülleri»:
Лучший новый артист
«İstanbul Fm Altın Ödülleri»:
Лучший видеоклип

## Видеоклипы
1. «Aşkı Bulamam Ben» — с альбома «Maximum»
2. «Maximum» — c альбома «Maximum»
3. «Püf» — с альбома «Maximum»
4. «Uçurum» — с альбома «Şans»
5. «Para Yok» — с альбома «Şans»